# 硫酸水銀(I)
硫酸水銀(I)（英語:Mercury(I) sulfate）は組成式Hg2SO4で表される化合物である。イギリスではmercurous sulphate、アメリカではmercurous sulfateと綴る。硫酸水銀(I)は白-薄い黄色あるいはベージュ色の、粉状の金属化合物である。また硫酸の二つの水素原子をどちらも水銀(I)イオンで置換した化合物である。毒性が強く、吸入したり、消化吸収したり、肌から吸収したりすると死に至る恐れがある。

## 構造
硫酸水銀(I)の結晶は亜鈴型のHg22+とSO42−という2つのイオンからなる。Hg22+は4つの酸素原子に囲まれており、水銀原子と酸素原子の距離は2.23Åから2.93 Åである。一方水銀原子同士の距離はおよそ2.500Åである
研究によって硫酸水銀(I)では水銀原子が二重に重なり、結合長が2.500Åになるように配置されることがわかっている。重なった水銀原子と単位格子の軸は平行になっている。そうして結晶格子がSO4 - Hg - Hg - SO4 - Hg - Hg - … とつながっていく。Hg - Hg - Oの結合角は165°±1°である。この鎖と単位格子は斜めに交わっている。硫酸水銀の構造はHg原子とO原子の弱い相互作用によって成り立っている。SO4は単一の陰イオンではなく、水銀の配位子として機能している。

## 調製
硫酸水銀(I)の作り方の一つに、硝酸水銀(I)1当量に硫酸6当量を混ぜる方法がある
{\displaystyle {\ce {{Hg2(NO3)2}+ H2SO4 -> {Hg2SO4}+ 2HNO3}}}
また、過剰の金属水銀を濃硫酸と反応させても得られる:
{\displaystyle {\ce {{2Hg}+ 2 H2SO4 -> {Hg2SO4}+ {2H2O}+ SO2}}}

## 電池での利用
硫酸水銀(I)は化学電池によく用いられる。1872年にジョサイア・ラティマー・クラークが硫酸水銀(I)を使った化学電池を開発した。それからジョージ・オーガスタス・ハレット（George Augustus Hulett）によって1911年に製作されたウェストン電池でも使われるようになった。これは硫酸銀などと一緒にすることで100 °C以上の高温でよい電極として機能することがわかったためであるが、高温では分解する。分解は吸熱反応で、335°Cから500°Cの間で起こる。また、硫酸水銀は標準電池を作りやすい。比較的溶解度が小さいため陽極からの拡散が進みにくく、水銀の標準電極電位が十分高いことが理由である。